# Вайнахское язычество
Вайнахское язычество — политеистические верования нахских народов (ингушей, бацбиев и чеченцев). Были распространены в доисламский период. Представляет собой религию, основанную на обожествлении сил природы, культе предков, анимизме, антропоморфизме, шаманизме. Важную роль в религиозной жизни играли жрецы, предсказатели, знахари и ведьмы. Эти верования со временем сформировали мифологию вайнахов, фольклор и «Нартский эпос».

## Мировоззрение
Как и на любой другой народ, на религию вайнахов влияние оказало место проживания и климат. Под влиянием окружавших высоких гор, дождливого климата, и впоследствии не пригодных для земледелия земель, сформировалось трепетное отношение к природе, которая в свою очередь глубоко почиталась и люди всячески пытались умилостивить её. Для этой цели существовал институт жречества. От лица всех присутствующих в храме, Цӏайн-саг (жрец) произносил молитвы и проводил ритуалы. Большое значение придавалось сновидениям. Через сны боги передавали свою волю, предсказывали будущее. Боги наделялись человеческими качествами, были физически уязвимы, имели свои слабости. Совершали плохие и возмутительные поступки (некрофилия, убийства), за что могли быть наказаны людьми или нартами. Но в то же время, их считали своими защитниками, и они часто помогали людям. Разделение на «светлых» и «тёмных» богов отсутствует, как уже говорилось ранее, следовательно нет никаких упоминаний о борьбе за власть и господство над миром. К примеру, бог смерти считался мудрым, его называли повелителем времени, упоминали в молитвах, клятвах. Некоторые из нартов (Боткий Ширткъа, Сеска Солса) имели свободный доступ в мир мёртвых и принесли оттуда полезные для народа вещи (мельницу, пиво, иглы, свирель и т.п). Что касается смерти, по их убеждениям, человек продолжал жить в мире мёртвых. Эл (чеч.и инг. — «Iэл»). Мир мёртвых выглядел также, как и мир живых, но с разницей в том, что люди работали ночью. По одной из версий, им светилом служила луна. Элом управлял бог (Эштр, Этер, Элда). У него просили благоденствия для своих умерших родственников и ежегодно в конце октября отмечали праздник, посвящённый мёртвым. «Устраивался жатвенный ужин» — марс-пхьор. Обычай поминать умерших возник благодаря мифическому герою Боткий Ширтке. По преданию, он доказал людям, что мёртвые получают всё отправленное для них из мира живых.
Особенностью политеистической религии вайнахов является почитание старших и младших богов.

#### Сотворение мира и его устройство
Дела — верховный бог, за 10 дней создал два мира. Мир живых (Малхи) и мир мёртвых (Iэл, Эл). Элом управляет его сын Эштр.
Когда Бог создал небо и землю, земля оказалась в три раза больше неба. И когда при соединении они не сошлись, Даьла сжал землю, и от этого образовались земляные горы. Чтобы укрепить шатающуюся землю, он создал каменные горы. Эти горы с землёй держатся на рогах быка, а бык привязан к столбу.
Когда Бог создал землю, то спросил: «Кто же будет держать землю?» . Явились быки и сказали: «Мы будем держать землю, если люди не будут нас запрягать по вторникам на работы и если во время езды будут давать нам мочиться стоя» . На таких условиях они держат на рогах землю. Никто не сумеет нарушить условие, заключённое с быками при сотворении мира, и в «День быков», или во вторник, никто из ингушей и чеченцев не работает.
Баранту Даьла создал для волков, но человек попросил у волка баранов, говоря: «Я буду держать для тебя и для себя вместе». Волк согласился на такое предложение и дал человеку свою баранту. В назначенный срок волк обратился к человеку с требованием возвратить половину баранты, согласно с условием. Но человек отказал. Тогда волк обратился с жалобой к Богу. Бог ему ответил: «Что я могу сделать для тебя? Что ты своими зубами достанешь, то и будет твоё». С тех пор волк стал таскать овец у человека, и с тех пор между ним и человеком существует вражда. Суббота считается «днём волков» — «Бердзы-сотт», и кто будет почитать её, у того волк не будет таскать овец. Аналогичное с вторником и субботою происхождение имеет и понедельник «день ветров».

#### Легенда о сотворении мира
После создания неба и земли, Дела создал птиц. Затем он решил создать людей. Из сжатой им в каждой руке земли образовались мужчина и женщина. Мужчина образовался на востоке, а женщина — на западе. Создав людей, Дела решил, что они должны стать мужем и женой. Но ему возразил филин и пообещав не допустить этого, он похитил женщину и унёс на высокую отвесную скалу. Как-то раз мужчина отправился на охоту и увидел на вершине скалы ту женщину. Она сказала ему зарезать свою лошадь, вынуть внутренности и спрятаться в ней. Тот так и сделал. Когда прилетел филин, она сказала что хочет отведать конины. Филин спустился и увидев лошадь, в которой спрятался мужчина. Он принёс её женщине и улетел. Так женщина и мужчина воссоединились. Бог обратился к филину и спросил его о том, не сошлись ли женщина с мужчиной? Филин ответил что нет, но Бог сказал что это не так, и прилетев на скалу он узнает правду. Прилетев на скалу, филин увидел, что они сошлись и сообщил об этом Деле. Бог спросил, в каком мире филин хочет быть наказанным? В этом или том? Филин выбрал наказание в мире живых. Тогда бог сказал ему: «Да лишишься ты зрения днём и да потеряешь почёт между птицами».
(Также подробнее см. статью Вайнахская мифология)

## Боги природы (старшие боги)
Старшими богами называли богов и богинь природы (боги грозы, солнца, охоты, весны и т.п) . Они являлись всеобщими, то есть их имена были одинаковыми у всех родов, и даже народов (ингушей и чеченцев). В связи с климатическими условиями, главное место в религии вайнахов занимает Бог-громовержец Села. Он почитается наравне с демиургом, создателем мира — богом Делой.
Также, не меньшим уважением пользовались богини, которых буквально называли матерями (нана, наьнилг — мать). Богини в основном являются объектом почитания у женщин, они добры, защищают людей. К примеру богиня весны и плодородия Тушоли, богиня ремёсел Сата, мать воды Хи-нана.
Но есть и злые богини, такие как богиня вьюг — Дарза-Нана (инг. Фурки) и Ун-нана — богиня болезней.
- Дела — верховный бог, демиург.[1][3]
- Села — бог-громовержец, бог огня.[1][3]
- Гела — бог солнца[3][4].(предположительно еще назывался Галь-ерд)[5]
- Елта — бог охоты и урожая.[1][3][6]
- Ел-да (Эштр, Этер) — бог мира мёртвых.[1][7]
- Тушоли — богиня весны и плодородия.[1][8]
- Села-Сата — богиня искусства и ремёсел.[1]
- Дарза-нана (Фурки) — богиня вьюг[1][9]
- Хи-нана — богиня воды.[1][10]
- Уна-нана — богиня смерти и болезней.[10]
- Меха-нана — богиня ветра.[11]
- Аза — мать бога солнца Гелы. По другим преданиям является дочерью солнца[3][4]
- Мехка-нана — богиня местности. Раньше жители аула Гвилети её высоко чтили и обязательно ей молились, прежде чем взойти на гору Башлам. Эта богиня помогала путникам и тем, кто ходил в горы. Мехка-нана знает, где на горе спрятаны клады. Осенью  она по низу горы протягивает невидимую верёвку, и кто её перейдёт, тот неминуемо замерзает.[6][10]
- Малх — солярное божество. Также солнце называли «Дэла-Малх» («божье солнце»).[1][8]
- Бетта — божество луны.[1][8]
- Кинч — мать луны.[1][3][8]
- Мож — злая сестра солнца и луны.[1][6][9]

## Боги-покровители (младшие боги)
Младшие боги — местные боги покровители. У каждого народа и даже тейпа были свои покровители (Ауш, Болом, Цори, Байни и т.п.), известные только им, но бывало что культ покровителя был распространён у нескольких родов (Мятсели, Тамыж, Галь, Молдз). Нередко покровителями становились бывшие когда-то основателями родов, уважаемыми люди, предсказателями или даже убитые молнией люди. Б. К. Далгат в своём труде «Первобытная религия ингушей и чеченцев», называет это влиянием культа предков, возникшим в более поздний период. К имени покровителя добавлялось слово ерда, ерд, цӏу или даьла. У богов покровителей существовала своя иерархия, они делились в свою очередь на старших и младших. Младшие покровители могли передавать старшим просьбы людей. Святилища и места поклонения покровителям у чеченцев назывались селинг, у ингушей ерда, цӏу.
- Мятцели — старший брат Тамыжа и Амгали. Самый известный и почитаемый из всех богов. Его именем назван месяц июль и день недели (воскресенье). Особое покровительство он оказывает женщинам. В день праздника Мятцели, запрещается обижать и оскорблять их.[1]
- Тӏамаш-ерда — (Тамыж-ерда). В переводе с инг. «крылатый дух»[1]. Тӏам — крыло.
- Амгама-ерда— брат Тамыж-ерда. Обитает на горе Будур-лам в селе Хули.[1]
- Молдз-ерд — Бог войны (в переводе с инг. «проворный дух»).Он, подобно Аресу, шел на войну впереди ингушей и нёс им победу. Его никак нельзя уязвить, так как он — дух. Его почитали ингуши всех обществ и горные чеченцы. Ему молились, приносили жертвы и просили помощи на войне[1][8].
- Сусол-дяла — подчинённый бога Мятцели.[1]
- Болом-дяла — по преданию, когда часть ингушской семьи переселялась поближе к бацбийцам, при подъёме в горы, одной девушке стало плохо, и она воскликнула «Даьлой, ва даьлой! (Боже! О Боже!). Вдруг всё покрылось непроницаемым туманом, а когда он рассеялся, на голой до того времени песчаной почве зеленела сочная трава. После этого чуда половина семьи (Хили-уачи) вернулась обратно и поселилась в Арзи. В честь ознаменования чуда выстроили храм Болом-дяла (Болом).»[1]
- Тхаба-ерда — в переводе «Святой (ерда) двух тысяч». Изначально был христианским храмом, который в дальнейшем превратили в языческий и устраивали жертвоприношения богам.[1][2]
- Магал[11] (Маги-ерда) — по преданиям, он был предсказателем, и в его доме жила звезда ветров, змея и птичка-несущая благодать.[1]
- Мелер-ерда — покровитель напитков. У ингушей были пахотные земли, специально предназначенные для выращивания злаков, которые шли на изготовление ритуальных напитков. Праздник в честь Мелер-ерда отмечался в ноябре.[1][12]

## Ведьмы, колдуны и знахари
Пал хьакхан ламройн зудриш — чеченские колдуньи. По словам А. П. Ипполитова, к ним водили больных людей. Еще он упоминает о приворотной траве, которой пользовались колдуньи.
«Горцы утверждают, что есть род травы, джалиенга леттен буц (трава, заставляющая лаять), известной некоторым лицам, которая, если дать её в питьё или пищу, производит порчу, выражающуюся болезненными припадками, судорогами и криком, похожим на лай собаки.»
Далее он приводит обряд сбора этой травы:
«Злая женщина, или мужчина, ночью, обыкновенно в полнолуние, — хотя, впрочем, это и не есть условие необходимое — выходит из дома, стараясь ни с кем не встречаться на пути, и отправляется в заранее уже высмотренное место, на гору, где растёт джалиенга-леттен-буц. Там колдунья снимает с себя всё платье, и, совершенно обнажённая, идёт задом, отыскивая эту траву и стараясь срывать её между ступнями ног. Во время этого процесса, колдунья мыслью и словами отрекается от веры и от Бога. „Я не признаю Бога; я не его создание: я равна ему и также могуща, как и он. Я навсегда отрекаюсь от него“, — говорит она. Это общая формула заклинания, употребляемая повсеместно горскими ворожеями и кудесниками при сборе упомянутой травы. Злой дух, в противоположность чародеям и колдунам всех стран и всех эпох, горскими ворожеями, как видно, оставляется в покое и помощи его не просят. Трава, таким образом сорванная, впоследствии сушится и даётся обречённой жертве в пище или питье. Впрочем, достаточно также бросить её в огонь камина, около которого сидит эта жертва, чтобы навсегда её испортить. Вера в приворотную траву также сильно распространена между горцами, как и вера в джалиенга-леттен-буц. Действие этой травы, точно также как и последней, зависит и от самих свойств её, и от заклинаний и чар, употребляемых при её собирании. Приворотная трава имеет двоякое действие: или она привязывает чувством непобедимой любви известное лицо в другому лицу, или же, наоборот, поселит ничем непобедимые ненависть и отвращение.»
Пхенер хьажер — так назывались люди, гадающие на баранье кости (лопатке). К ним обращались перед каким-то важным событием или чтобы узнать о своём будущем. Подробнее см. ниже (гадания).
Зиракъ — знахарь или предсказатель, не относящийся к сословию жрецов. Как говорил жрец Ганыж «они были наставниками народа и, как боги, верно давали толкование сновидениям и объясняли болезни» . Обычно гадание производили под новый год (Наджой). Предсказатель проводил в храме ночь, а утром рассказывал свой сон людям. Слова предсказателя воспринимали как волю богов.
Цӏайн-саг — жрец. Самым точным среди предсказателей считались жрецы. У них был особый способ гадания, называемый качъ тохъ. Подробнее см. ниже (гадания).

## Гадания
Гадание зеркалом (куьзгана хьежа) — употребляется исключительно девушками, с целью угадать своего суженого. Оно весьма несложно. Берётся зеркало, которое кладут в камин, и с крыши сакли, через трубу, пристально смотрят в него. Проглядев таким образом две-три минуты, сходят с крыши, берут из каждого угла комнаты, или же по направлению четырёх стран света, немного земли, которую завязывают в узелок и кладут на ночь под подушку. Некоторые видят лицо своего суженого в самом зеркале; те же, которые его там не видят, — положив под свою подушку землю, собранную по вышеприведенному способу, наверно уже видят его во сне.
Гадание каменьями (пал тасар) — заключается в том, что ворожея, обыкновенно старая женщина, берёт девять небольших камней и, пошептав на двух из них имена любовников, бросает вдруг все девять камней на землю. По способу их падения, по расстоянию, на котором они один от другого лягут и, наконец, по численности камней, которые лягут между двумя камнями любовников, ворожея делает уже заключение о благополучном или неблагополучном соединении их, о времени этого соединения и тех препятствиях, которые могут при этом встретиться.
Гадание посредством платка (дол дьустер) — производится также с помощью ворожеи. Обыкновенно берут большой платок, на одном из концов которого завязывается узел, и потом от этого узла ворожея, отмеряет локтём расстояние до противоположного угла. Остающееся между этими двумя точками пространство служит основанием предсказанию, более или менее благоприятному для той, которая желает поднять завесу будущности. Впрочем, гадание этого рода не есть исключительно гадание только любовное, но употребляется часто и в тех случаях, когда хотят узнать причину болезни, необъяснимой для родственников больного, или же приписывающих её влиянию дурного глаза живого человека или мертвеца. Результаты этого гадания столько же случайны, сколько могут зависеть от ловкости самой ворожеи и от проворства её рук. Эти три способа гадания в большом употреблении между горскими девушками и женщинами и составляют их исключительную принадлежность.
Гадание посредством кости барана (пхен хьажар) — распространённое в народе гадание, которым не пренебрегали даже наибы Шамиля. В военные годы оно к нему прибегали для того чтобы узнать об успешности какого-либо военного похода. Высокопоставленнве наибы Шамиля не отправлялись в поход не посоветоваашись с хьажером (гадателем). В одном из обществ, лежащих по Шаро-Аргуну, жил знаменитый из горский хьажер То́да, советами и пророчеством которого не пренебрегал и Шамиль. Говорили, что судьба, постигшая Шамиля на Гунибе, была ему заранее предсказана, и говорят, Шамиль был убеждён в истине этого пророчества, но обстоятельства сложились так, что поступить иначе он не мог и, волею или неволею, вынужден был укрепиться на Гунибе. То́да предсказал смерть наибу Нур-Али. Когда Нур-Али, управлявший обществами Чеберлой и Шатой, поехал в Малую Чечню, чтобы, увеличив свою партию чеченцами, и выступить против русских, он нарочно заехал в аул, где жил Тода, и тот по лопатке барана предсказал ему скорую смерть. «Я вижу, ведут лошадь и на ней верёвками привязано мёртвое тело»" — сказал он ему и не захотел рассказывать больше. Через неделю после того Нур-Али умер от холеры, а То́да получил ещё больший почёт и уважение среди горцев.
Гадание жребием (качъ тохъ) — проводилось с целью узнать причину внезапного заболевания. Гадание проводил жрец. Заболевший человек рассказывал жрецу, в какой день он совершил плохой поступок. если это была среда (день Сели), то это означало, что у больного есть грех по отношению к богу Сели. Жрец кидал жребий (три палочки с меткой). Например с белой — жребий Селы, без метки — безымянная, чёрная — бога Мятцели. Если выпадала безымянная, то у больного не было греха. Жрец бросал жребий три раза. Если три раза подряд выпадал жребий с меткой, то гадание проводилось ещё пару дней. Если и в этом случае выпадал жребий с меткой, то считалось что больной умрёт. В остальных случаях всё заканчивалось принесением жертвы богу.
Сведения о видах гадания записал А. П. Ипполитов.

## Жрецы
Цӏайн-саг — жрец (в переводе «человек святилища», ''чистый человек"). В каждом роду был свой жрец. Он избирался обществом один раз на всю жизнь. Обязательным условием было умение толковать сны и гадать. Жрец должен быть из числа уважаемых людей, с хорошей репутацией. Были случаи, когда обязанность жреца переходила по наследству. Цӏайн-саг считался проводником между Богами и людьми. Он руководил подготовкой к жертвоприношению в храме, проводил ритуалы и читал молитвы. Сны жреца считались вещими и растолковывались как воля богов. Магические атрибуты жреца — посох с белым флагом и колокольчиками (применялся во время ритуалов и шествий к храму), деревянный молот и доска (обряд во время молитвы Мятцели). Жрец одевался только в белое (это символизировало его чистоту). Во время молитв жрец держал в руках бокал с брагой. Жрец выбирал для проведения обрядов девушек и женщин.
Со слов Б. К. Далгата, они не злоупотребляли своим положением и не наживались за счёт обращавшихся к ним людям.
«Всякую мысль о шарлатанстве и эксплуатации народа жрецами, о чем так часто говорят путешественники, здесь приходится отбросить. Ганыж, сам жрец, рассказывал и показывал мне способ гадания с такой верой в него, что не может быть никакого сомнения в искренности его слов. Вообще ингуши не доразвились ещё до индийских или египетских жреческих каст, сделавших из религиозных обрядов предметы наживы. Напротив, ингушские ццуинсаги (шаманы) сохраняют всю первобытную чистоту своего призвания, и их действия носят характер нравственности, искренности и глубокой веры.»

## Свадебные обряды
Выход замуж женщины из какой-либо семьи связан с разрывом связей с её предками, с поступлением её в новую семью и с приобщением к культу предков этой новой семьи.
«Прежде при выходе девушки замуж, рассказывает старик Казбык, в дом её родителей собирались подруги и гости, разводили огонь в очаге, и шафер жениха (позже — подруги невесты) за руку водил её с покрытым лицом три раза вокруг очага. Подруги пели песни, обращаясь к святым (Сели и др.) с молитвою, чтобы молодая была плодовита (счастлива в детях), как зола священного очага, которая увеличивается с каждой минутой; чтобы она была привязана (прилипчива) к своему мужу и семье, как сажа (то есть чтобы она любила свой дом и мужа и не отставала от него, как не отстаёт от цепи и трубы сажа) и т. п. с припевом „Далай!“ Затем шафер брал одною рукою цепь, другою держал руку невесты и потрясал цепью в знак разрыва всякой связи невесты с семьёй и её культом. После этого кто-либо из приверженцев жениха схватывал невесту и на плечах выносил из комнаты, провожаемый бранью и побоями молодёжи, выражающей протест якобы похищению невесты; и так несчастного шафера колотили и провожали до самого поля, дороги за аулом. Здесь мы имеем акт освобождения невесты от домашнего культа её родителей. По прибытии невесты в дом жениха совершался почти так же акт приобщения невесты к культу родственников жениха.»

## Похоронные обряды
Покойника хоронили на 3-4 день смерти. В ранний период трупы складывали в специально построенные склепы (каш). Покойника одевали в лучшие одежды, доспехи. Вместе с ним в склеп клали предметы, которыми он пользовался при жизни, музыкальные инструменты и т. д. Вайнахи считали, что всё это ему понадобится в Эле (мире мёртвых). Хоронить в земле, без склепа, означало оставить покойного без крова. Во время эпидемий, когда умирало так много людей, оставшиеся в живых из страха не быть погребёнными, приходили в склепы вместе с вещами и котлами с над очажной цепью. Считалось, что если хотя бы один из семьи жив, то котёл с цепью остаётся в башне. Перенести их в каш — означало смерть всех членов семьи. После похоронных поминок устраивали постельные поминки. На них устраивали скачки, и победившую лошадь вместе с хозяином отводили к жрецу, который проводил ритуал посвящения лошади покойнику. После этого считалось, что на том свете у покойника появлялась лошадь. Спустя два года проводили большие поминки. Их устраивала жена покойного. После них она снимала траур и могла снова выйти замуж (обычно за родственника умершего). По преданиям, считалось что обычай поминания умерших был принят после того, как нарт Боткий Ширткъа показал людям что умершие получают то, что им пересылают из мира живых. В честь мёртвых, в конце октября (ардари бутт), совершался «жатвенный ужин» — «марс-пхьор». (см. подробнее в статье Эштр).

## Влияние других культур
Набор богов и сама языческая мифология у вайнахов была довольно примитивна и заимствованная у других культур. Вайнахские боги схожи с греческими (имена богов и их функции, героев, схожие мотивы легенд). Имелись сведения об идолах, находящихся в храмах, но они к сожалению не сохранились до сегодняшнего дня, т.к. были уничтожены самими же ингушами, принявшими ислам (экспедиция В. Миллера 1886). Также прослеживаются общие для народов Северного Кавказа имена и функции богов и нартского эпоса.

## В период исламизации
Подавляющее число вайнахов являются мусульманами, но некоторые кланы были приверженцами языческих культов.
«Пример налицо. В 1870 г. цоринцы увлеклись зикром (мусульманская секта)* и разрушили храм своего патрона Цори. После этого у них три года подряд не было урожая, а на четвёртый год побило хлеб градом во время самой уборки. Народ приписал это гневу своего патрона; опять построили ему храм и принесли в жертву по быку от каждой семьи».
Христианство не оказало сильного влияния на мировоззрение ингушей и чеченцев. Храмы и святилища, построенные миссионерами, были превращены в языческие (например храм Тхаба-Ерды), а мотивы христианского учения и обряды переплелись с языческими. Ислам же, на первых порах тоже не был принят сразу, так например ингуши и некоторые чеченские кланы продолжали поклоняться языческим богам, но в дальнейшем методы исламизации при чеченской династии Басханов были более настойчивыми. Богословская работа, осуждение, презрение со стороны принявших ислам, а также разрушение древних храмов привело к тому, что значительная часть вайнахов, кроме ингушей, в XVII веке были мусульманами. Также, роль сыграло переселение чеченцев на плоскость, где проживали народы, принявшие ислам.
По преданию первым (или одним из первых) проповедников ислама среди чеченцев, проживавших в Нахч-Мохке (Ичкерии, юго-восток ныненшней Чечни), стал человек по имени Шейх Термол (Термаол) — представитель чеченского тайпа энакхаллой. Известный проповедник и распространитель провозглашённый своими последователями шейхом.
Предположительно, он жил либо в конце XVI века, либо в конце XVII, начале XVIII века. Своей тактикой он избрал не путь терпеливого убеждения, а беспощадную "священную войну" (газават) с теми соплеменникам, кто не внимал его речам и продолжал упорно держаться христианства и язычества.
Когда наконец страна успокоилась, то эти жестокости Термаола не были забыты народом. Он сделался предметом насмешек детей, представлявших в своих играх опрокинутые трупы. Не будучи в состоянии перенести такого унижения, он вырыл себе могилу и живой погреб себя. Погребая себя, он сказал: «Прощайте, мусульмане, теперь я уже больше не нужен вам, но приду тогда, когда вы почувствуете во мне нужду.»
Умалат Лаудаев, писал «при окончательном утверждении исламизма между чеченцами, в главе народа стоял некто Берса (Берсан), Кирчалинской фамилии; он имел влияние в народе, его называли имамом и шейхом».
Последними ингушами, принявшими мусульманство, были жители аула Гвилети на Военно-Грузинской дороге. Это событие относится к 1861 г., то есть к эпохе, когда «покорение Кавказа» было уже закончено.

Ниже приведены слова жреца Ганыжа, записанные Б. К. Далгатом: 
Теперь же зикристы (мусульмане-фанатики) убедили Ганыжа, что Мятцели и другие ццу не что иное, как джины (нечистая сила), а не боги, и он бросил это дело. Ганыж говорил: «По просьбе стариков я служил жрецом там, где наши предки поклонялись; хотя и не очень, но всё же я верил, что Мятцели может дать людям хорошее; поэтому я боялся удалить из сердца эту веру, тем более, что столько мужчин, женщин и детей просили у Бога и Мятцели покровительства и помощи, и они не могли нс обратить внимания на их молитву. С тех пор, как зикристы стали разорять эльгыцы, у нас нет урожаев: грозы стали чаще».